# Império Serrano (São Luís)
O Grêmio Recreativo Escola de Samba Império Serrano é uma das Escolas de samba de São Luís do Maranhão. sendo  localizada no bairro Monte Castelo. Fundada em 05 de outubro de 1956. As cores da escola são verde e branco com detalhes dourado. Possui como símbolo a Coroa Imperial.

## História
O Império Serrano foi fundado no ano de 1956 por Antero Viana, Terezinha de Jesus Viana, Lourival Diniz, Joana Celina, Raimundo Nonato Marques, entre outros componentes com o nome de Vassalo do Samba, na época os instrumentos eram cobertos com couros de animais, tinha balizas, porta estandarte, batuqueiros etc. (9)
Posteriormente, o nome da escola foi mudado para Império Serrano nome que permanece até hoje.
Sua sede está localizada na Avenida Luiz Rocha, n.º 2346 Bairro do Monte Castelo São Luís/MA.
 As cores principais da Escola de Samba são o Verde e o branco com detalhes dourados, tendo como símbolo a Coroa Imperial. Ao longo de 63 (sessenta e três) anos já participou e conquistou diversos carnavais.
A Escola de Samba Império Serrano nasceu de uma necessidade de preencher uma lacuna no segmento da cultura popular mormente relacionado à escola de samba, assim, reuniram-se os fundadores e materializaram a criação dessa agremiação. Nascia assim a Império.
 A Escola de Samba Império Serrano desde o seu nascedouro tem grande importância para o Bairro do Monte Castelo e Bairro adjacentes, principalmente porque agrega valor cultural e produz nas comunidades um sentimento de pertencimento, assim como, um envolvimento nos trabalhos desenvolvidos, principalmente para os jovens interessados em aprender a tocar instrumentos percussivos e participar de oficina de dança.
A Império apresentou bons desfiles na década de 80, tendo também como auge o ano de 1984 quando falou do ciclo do algodão no Maranhão, ficando em 4º lugar.
Em 1981 – o seu enredo versou sobre - Mulher Rendeira, prestando uma homenagem as talentosas mulheres rendeiras.
Em 1983 - Maria Quitéria, retratou a história da primeira mulher a fazer parte do Exército Brasileiro.
Em 2006, a Escola fez um samba com uma melodia muito bonita, homenageando a cidade de Cururupu.
No ano de 2007, teve como enredo os seus 50 anos de existência. Com samba forte e emocionante falando sobre o Jubileu de Ouro desse grande Império.
Para 2008, fez uma bela homenagem ao vereador de São Luís e Pai de santo Astro de Ogum, contando sua historia e suas contribuições. Apresentou um samba autêntico, forte e um desfile contagiante.
Em 2009 com enredo "No mundo dos Orixás, sou índio, sou negro, sou branco. Pouco importa, somos iguais".  Enfatizou o Respeito as diferentes praticas religiosas e diferentes raças como forma de buscar a comunhão.
No ano seguinte, falou sobre os bailes de máscaras de São Luís. Fazendo uma recordação sobre os divertidos, importantes e grandiosos Bailes através das características máscaras com enredo Eu te conheço Carnaval: as mascaras nos bailes de São Luís - MA. Levou para avenida o saudosismo dos bailes e espalhou mascaras pela avenida.
Em 2011, a Império Serrano teve como Enredo "Amores picantes, sabores excitantes". Versando sobre as diversas formas de amores, os prazeres, os sabores e dissabores, as emoções envolvidas nessa dinâmica. A Escola distribuiu amor e deixou uma sensação prazerosa na Avenida. Os integrantes demonstraram seu amor pela Escola.
Em 2012, a Escola prestou uma homenagem aos 400 anos de São Luís através de todos os seus ritmos. Tendo seu samba enredo sido eleito como o melhor dessa temporada na Ilha. O enredo era SÃO LUÍS CIDADE DE TODOS OS RITMOS.
Em 2014 falou sobre As águas sagradas do Maranhão. Mostrado a importância da natureza, da água como fonte de vitalidade, abordando o misticismo envolvendo ela e chamado a atenção para necessidade de preservação. Tema cada vez mais atual e emergente. Com Samba de autoria de César Imperial, um dos maiores compositores e ex Presidente da Império, que faleceu em 2020.
Em 2015 teve como Enredo A vida é uma festa, então vamos festejar. Falando sobre as varias festividades da Humanidade. Teve muita alegria e diversão na Avenida.
No ano de 2016 com Enredo Baixada Maranhense, império de riquezas. Trouxe toda riqueza contida na baixada maranhense. Com fantasias ricas e coloridas. Com samba contagioso e que embalava o ritmo dos componentes na Avenida.
Comemorando 60 anos de existência, em 2017 a Escola levou para a avenida sua história com o enredo "Na festança imperial tem barrica cultural", que teve como convidado a Companhia Barrica para comemorar e abrilhantar a Império. E a Império brilhou, ao som da Bateria Furação Imperial, relembrou sua história e reafirmou seu legado. A Escola já entrou na avenida forte com a comissão de frente vestida de soldados/guerreiros. O samba fazia alusão a grandes nomes de Baluartes da Escola e do Bairro do Monte Castelo e adjacentes.
Em 2018 teve como enredo Ana Jansen: História e lendas de um Império. Falando sobre a história de Ana Jansen, essa mulher à frente de seu tempo, mas que enfrentou um preço por isso. Ela fez e até hoje ainda é História.   A Escola trouxe Ana Jansen como figura real e as lendas que a cercam. Apresentando uma das melhores comissão de frente do Carnaval Ludovicense fazendo uma encenação com a figura de Ana Jansen escravizando pessoas e brigando com uma de suas rivais.
Em 2019 a escola fez o seu maior e um dos melhores desfiles, levou para a passarela belas fantasias e grandes carros alegóricos, além de um belo samba enredo. Desfilou com o enredo: “ ROMARIAS DO MARANHÃO, UM IMPÉRIO DE FÉ ”, prestando uma homenagem as romarias e romeiros do Estado do Maranhão e suas peregrinações originadas nos tempos antigos e que se repetem nos tempos contemporâneos com grande receptividade entres os fies Maranhenses que realizam grandes romarias conhecidas nacionalmente e internacionalmente.
Em 2020, a Império Serrano desfilou com o enredo: “O IMPÉRIO DE UM GURIATÃ: Humberto do Maracanã na poética da encantaria.” Fazendo uma homenagem ao Mestre Humberto do Maracanã, ex- cantador do boi de matraca do Maracanã, falecido em 19 de janeiro de 2015. Mística religiosa, lendas e encantarias foram retratados como recheios da poética musical e da personalidade multifacetada da extraordinária obra do mestre que liderou por mais de quatro décadas o “Batalhão de Ouro” Bumba-meu-boi do Maracanã. Portanto, o enredo se fundamentou nas Obras e ações sociais desenvolvidas por Humberto, resultando numa riqueza mítica e sagrada da nossa cultura.                                                                                                                   A Escola fez um dos seus melhores desfile, com fantasias bem elaboradas, uma Bateria afinada que trouxe os Pandeiros (característicos do Bumba boi de Matraca) para a Passarela. Apresentou grandes e elaborados carros alegóricos, com componentes animados e vibrantes.
Em 2021 devido a Pandemia não teve desfile de Passarela e nem apresentação Carnavalescas tradicionais. Mas a Império inovou com apresentações e eventos em forma de Live. Mantendo viva a Cultura mesmo em tempos de adversidades.

## Carnavais
| Ano                         | Colocação                                               | Enredo                                                                                   | Carnavalesco                                            | Ref.        |
| --------------------------- | ------------------------------------------------------- | ---------------------------------------------------------------------------------------- | ------------------------------------------------------- | ----------- |
| 1979                        |                                                         | As damas imperiais do Maranhão                                                           |                                                         |             |
| 1980                        |                                                         | Alcântara de tradição                                                                    |                                                         |             |
| 1981                        |                                                         | Mulher rendeira                                                                          |                                                         |             |
| 1982                        |                                                         | São Luís de grades e azulejos                                                            |                                                         |             |
| 1983                        |                                                         | Maria Quitéria heroína nacional                                                          |                                                         |             |
| 1984                        | 4º lugar                                                | O Ciclo do algodão no Maranhão                                                           |                                                         |             |
| 1992                        |                                                         | Roleta da sorte                                                                          |                                                         |             |
| 2000                        |                                                         | Terra à vista                                                                            |                                                         |             |
| 2002                        |                                                         | Sorria o palhaço vem aí                                                                  |                                                         |             |
| 2003                        | 5º lugar                                                | A princesa mearim na terra dos tupinambás                                                |                                                         |             |
| 2004                        | 7° lugar                                                | Os quatro elementos da natureza e a mística do Maranhão                                  |                                                         |             |
| 2005                        | 5° lugar                                                | Da terra grande dos tupinambás a patrimônio da humanidade                                |                                                         |             |
| 2006                        | 8º lugar                                                | Cabelo de velha ou Cururupu: papirum, tudo é de Cururupu, sua cultura e belezas naturais |                                                         |             |
| 2007                        | 7º lugar                                                | 50 anos do Império Serrano                                                               |                                                         |             |
| 2008                        | 6º lugar                                                | Entre as forças de Orum e de Ayê, Yagô Nilê, Astro vai passar                            |                                                         |             |
| 2009                        | 7º lugar                                                | No mundo dos Orixás, sou índio, sou negro, sou branco. Pouco importa, somos iguais       | Alaim Moreira Lima                                      |             |
| 2010                        | 8º lugar                                                | Eu te conheço carnaval: as máscaras nos bailes de São Luís                               | Alaim Moreira Lima                                      | [ 1 ]       |
| 2011                        | 7º lugar                                                | Amores picantes, sabores excitantes Compositores:Darlan Oliveira e Lucas Neto.           | Alaim Moreira Lima                                      | [ 2 ]       |
| 2012                        | 5º lugar                                                | São Luís cidade de todos os ritmos                                                       | Alaim Moreira Lima                                      | [ 3 ] [ 4 ] |
| Não houve desfile, em 2013. | Não houve desfile, em 2013.                             | Não houve desfile, em 2013.                                                              |                                                         | [ 5 ]       |
| 2014                        | 7º lugar                                                | As águas sagradas do Maranhão                                                            | Alaim Moreira Lima                                      | [ 6 ]       |
| 2015                        | 5° lugar                                                | A vida é uma festa então vamos festejar                                                  | Alaim Moreira Lima                                      |             |
| 2016                        | 6º lugar                                                | Baixada Maranhense, império de riquezas                                                  | Wilson Bozó                                             | [ 7 ]       |
| 2017                        | 5º lugar                                                | Na festança imperial tem barrica cultural                                                | Wilson Bozó                                             |             |
| 2018                        | 6°lugar                                                 | Ana Jansem histórias e lendas de um império                                              | Wilson Bozó                                             |             |
| 2019                        | 6° lugar                                                | Romarias do Maranhão um Império de Fé                                                    | Wilson Bozó                                             |             |
| 2020                        | 5° lugar                                                | O Império de um guritã: Humberto de Maracanã na poética da encantaria                    | Wilson Bozó                                             |             |
| 2021                        | Concursos cancelados em virtude da pandemia de COVID-19 | Concursos cancelados em virtude da pandemia de COVID-19                                  | Concursos cancelados em virtude da pandemia de COVID-19 |             |
| 2022                        | Concursos cancelados em virtude da pandemia de COVID-19 | Concursos cancelados em virtude da pandemia de COVID-19                                  | Concursos cancelados em virtude da pandemia de COVID-19 |             |
| 2023                        | 3º lugar                                                | 70 anos do jornal pequeno doa a quem doer                                                | Sebastião Cardoso                                       |             |
| 2024                        | 3º lugar                                                | Bicentenário de Gonçalves Dias: vida e obra                                              | Wilson Bozó e Guilherme Mendes                          |             |
| 2025                        | 5⁰ lugar                                                | Brinquedo da emoção a Império balança o meu coração                                      | João Almeida                                            |             |